# دانيال فرنسيس فيهان
دانيال فرنسيس فيهان (بالإنجليزية: Daniel Francis Feehan)‏ هو قسيس أمريكي، ولد في 24 سبتمبر 1855، وتوفي في 19 يوليو 1934.